# Plaza de Armas de Luxemburgo
La plaza de Armas (en francés: Place d'Armes; en luxemburgués: Plëss d'Arem) es una plaza en la ciudad de Luxemburgo, en el sur del Gran Ducado de Luxemburgo. Situada en el centro de la vieja ciudad, que atrae a un gran número de vecinos y visitantes, sobre todo en los meses de verano. En un principio fue un patio de armas para las tropas que defendían la ciudad.
Después de un gran incendio en 1554 que destruyó gran parte de la Ville Haute, se hicieron planes para diseñar una plaza en el centro de la ciudad fortificada. La tarea fue asignada al ingeniero militar neerlandés Sebastián van Noyen que diseñó la primera versión de la plaza, entonces conocido como el Neumarkt (Nuevo Mercado). En 1671, el ingeniero español Jean Charles de Landas, Conde de Louvigny, creó un espacio un poco más pequeño en el mismo lugar. Llegó a ser conocida como la Place d'Armes, ya que fue utilizada como un patio de armas de una guarnición. Bajo Luis XIV, fue pavimentada con losas de piedra y rodeada de limoneros. 